# Tavernola Bergamasca
Tavernola Bergamasca est une commune italienne de la province de Bergame, en Lombardie, dans le Nord-Est de l'Italie, fameuse pour ses fresques de Il Romanino dans l'église romane de San Pietro (XIIe et  XIIIe siècles).

## Culture
Les fresques de la Vierge à l'Enfant, saints et commanditaires ont été réalisées par Il Romanino, pour l'église San Pietro dans les années 1510 .

## Administration
| Période                                  | Période | Identité | Étiquette | Qualité |
| ---------------------------------------- | ------- | -------- | --------- | ------- |
|                                          |         |          |           |         |
| Les données manquantes sont à compléter. |         |          |           |         |

### Communes limitrophes
Iseo, Monte Isola, Parzanica, Predore, Vigolo.